# Nationaler Pandemieplan für Deutschland

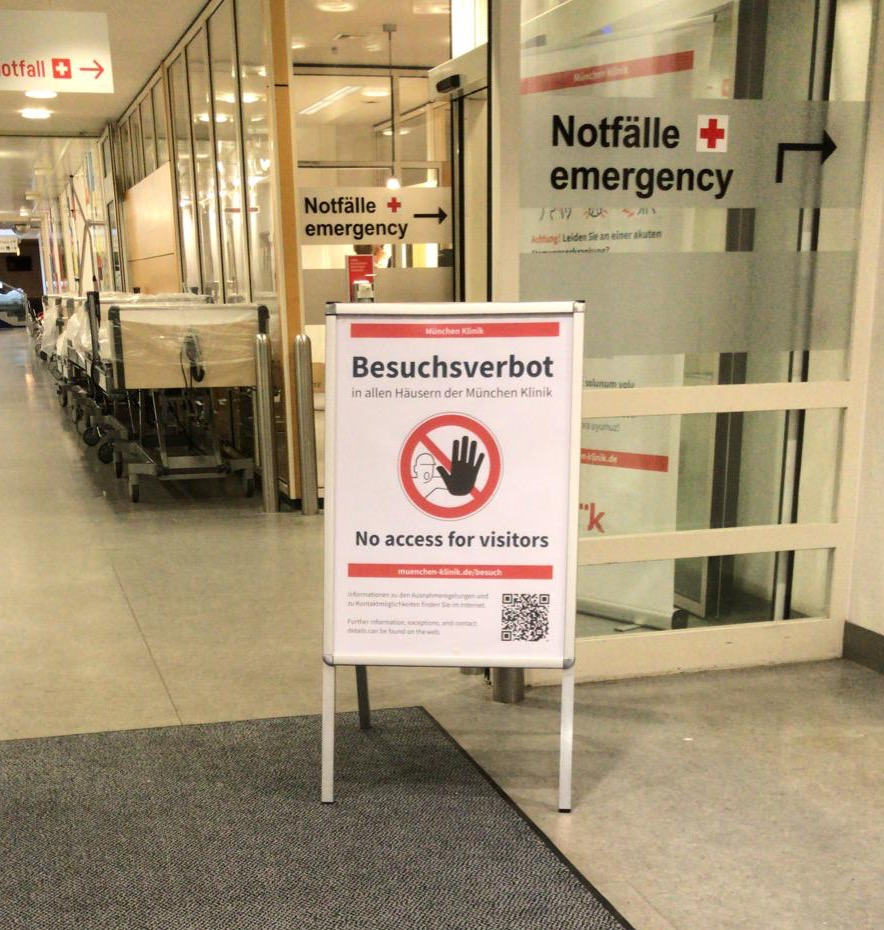
Besuchsverbotsschild in der München Klinik Bogenhausen, März 2020: Eine Maßnahme im Rahmen der zweiten Phase (Protection) des an die COVID-19-Pandemie angepassten Pandemieplans für Deutschland

Der Nationale Pandemieplan für Deutschland (NPP) ist eine Sammlung von Handlungsanweisungen für das Eintreten einer Pandemie in Deutschland. Er wurde im Jahr 2005 erstmals veröffentlicht und zuletzt im März 2017 aktualisiert. „Der NPP dient der gezielten Vorbereitung von Behörden und Institutionen auf Bundes- und Länderebene auf eine Influenzapandemie und gibt einen Rahmen vor, der die Grundlage für die Pandemiepläne der Länder und die Ausführungspläne der Kommunen bildet.“ Dem Erstellen von nationalen Pandemieplänen ging im April 1999 ein Leitfaden der Weltgesundheitsorganisation (WHO) voraus („Influenza Pandemic Plan“), der Führungskräften aus Medizin und öffentlichem Gesundheitssystem behilflich sein sollte, auf künftige Bedrohungen durch Influenza-Pandemien besser zu reagieren. Der Nationale Pandemieplan für das Gebiet der Bundesrepublik Deutschland war zugleich eine Antwort auf die SARS-Pandemie 2002/2003 und die weltweite Verbreitung von H5N1. Seit Beginn der COVID-19-Pandemie Anfang 2020 werden die im Nationalen Pandemieplan festgelegten Präventionsmaßnahmen auch für die Abwehr des Virus SARS-CoV-2 herangezogen.
Der Nationale Pandemieplan besteht aus zwei Teilen: In Teil 1 werden vor allem die Maßnahmen zum Schutz der Bevölkerung und die hierfür zuständigen Institutionen benannt, Teil 2 enthält die wissenschaftlichen Grundlagen für die in Teil 1 gewählten Maßnahmen.
Da das Gesundheitssystem der Bundesrepublik überwiegend Ländersache ist, haben die deutschen Bundesländer eigene Pandemiepläne erstellt. Deren Umsetzung obliegt grundsätzlich dem Gemeindevorstand, dem Magistrat oder dem zuständigen Organ des Landkreises, die in der Regel durch ihre Gesundheitsämter aktiv werden.

## Ziele des Pandemieplans

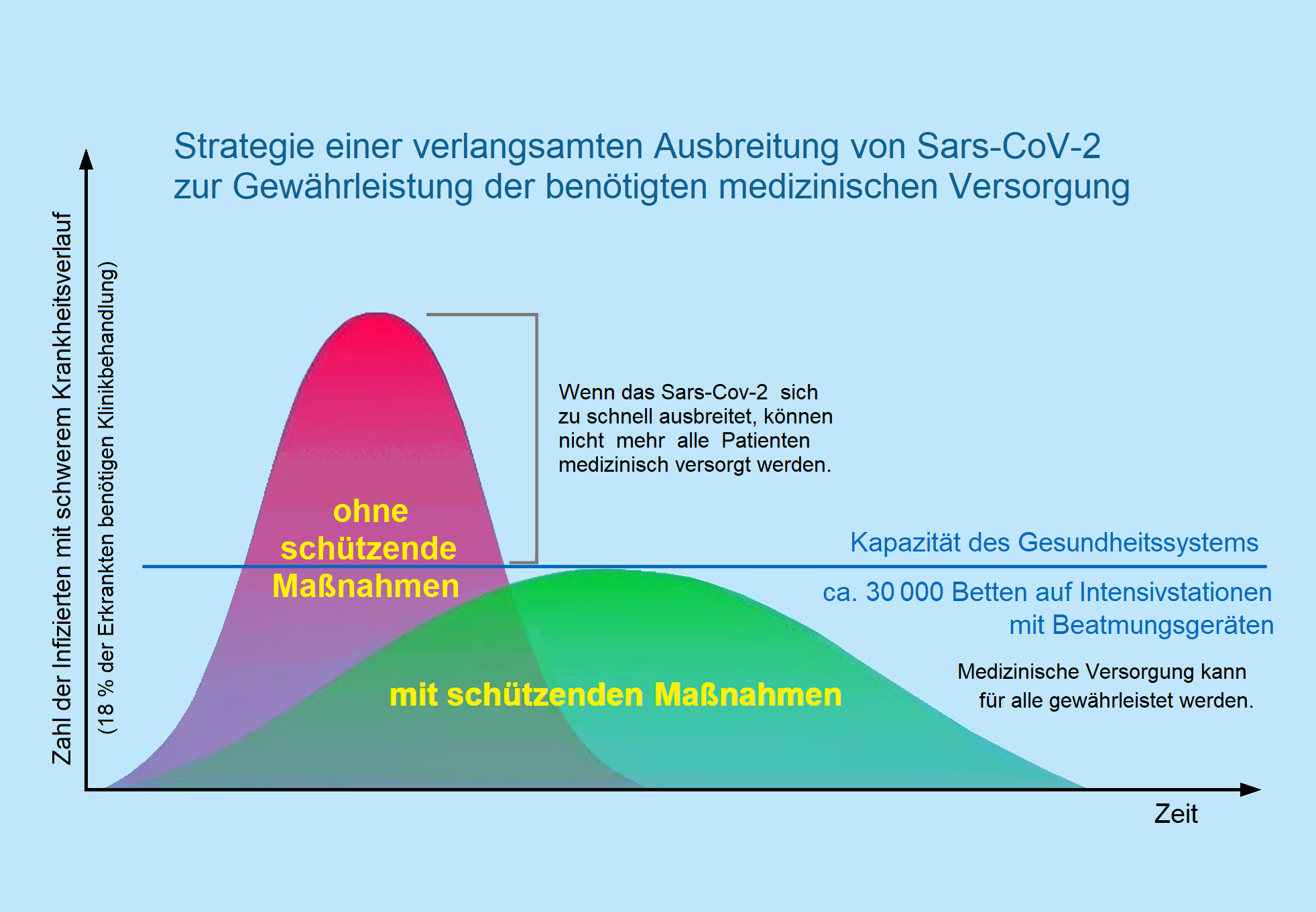
Strategie der Bundesregierung durch die Verlangsamung der Ausbreitung der Sars-CoV-2 Epidemie mithilfe von schützenden Maßnahmen die medizinische Versorgung von Patienten mit schwerem Krankheitsverlauf zu gewährleisten. Bei Überschreitung der Kapazität müsste die Triage eingeführt werden.

Mit den Maßnahmen der Pandemiepläne soll zum einen die Aufrechterhaltung wichtiger Infrastruktur sichergestellt, zum anderen die Ausbreitung des pandemischen Erregers gestoppt werden; dies ist dann der Fall, wenn ein Infizierter während seiner Infektionszeit im Durchschnitt weniger als eine Person ansteckt.
Mit Hilfe des Nationalen Pandemieplans sollen Behörden und Institutionen auf Bundes- und Länderebene auf eine Influenzapandemie vorbereitet werden. Zugleich gibt er die Rahmenbedingungen vor, auf deren Grundlage die Pandemiepläne der Länder und die Ausführungspläne der Gemeinden gebildet werden. Er richtet sich somit vor allem an die Verantwortlichen und an die verantwortlichen Behörden in Bund, Ländern und Gemeinden. Im Wesentlichen dient der Nationale Pandemieplan dem Erreichen folgender Ziele:
- Verringerung von Morbidität und Mortalität in der Gesamtbevölkerung;
- Sicherstellung der Versorgung erkrankter Personen;
- Aufrechterhaltung essentieller öffentlicher Dienstleistungen;
- zuverlässige und zeitnahe Information für politische Entscheidungsträger, Fachpersonal, die Öffentlichkeit und die Medien.

Angeregt wird ferner das Erstellen betrieblicher Pandemiepläne insbesondere für Unternehmen, denen für das Aufrechterhalten des staatlichen Gemeinwesens eine besondere Bedeutung zukomme. Zu den Organisationen und Einrichtungen der „Kritischen Infrastrukturen“ werden u. a. die Sektoren Energie, Informationstechnik und Telekommunikation, Transport und Verkehr, Wasser, Ernährung (Ernährungswirtschaft, einschließlich Landwirtschaft und Lebensmittelhandel) sowie das Finanz- und Versicherungswesen gezählt.
„Der wissenschaftliche Teil (Teil II) des Nationalen Pandemieplans beschreibt den wissenschaftlichen Sachstand zur Influenzapandemieplanung und Influenzapandemiebewältigung und dient somit als fachliche Grundlage für Entscheidungen über Maßnahmen zur Vorbereitung auf den Pandemiefall sowie Maßnahmen im konkreten Pandemiefall.“ Zusätzlich wurde im Mai 2007 eine als „Teil III“ bezeichnete Dokumentation publiziert, in der „wissenschaftliche Zusammenhänge der Pandemieplanung in Deutschland“ erörtert und die Entstehung des deutschen Pandemieplans erläutert wurden.

## Rechtliche Rahmenbedingungen
Der Nationale Pandemieplan ist Teil der Katastrophenvorsorge-Planung. In Teil 1 wird u. a. auf Gesetze und Verordnungen Bezug genommen, die für die Verhütung und Bekämpfung von übertragbaren Krankheiten vom Gesetzgeber beschlossen wurden. Dies sind insbesondere
- das Infektionsschutzgesetz (IfSG)
- die Verordnung über die Meldepflicht bei Aviärer Influenza beim Menschen (AIMPV)
- die Allgemeine Verwaltungsvorschrift über die Koordinierung des Infektionsschutzes in epidemisch bedeutsamen Fällen (IfSGKoordinierungs-VwV)
- das Gesetz zu den Internationalen Gesundheitsvorschriften (IGV)
- das Gesetz zur Durchführung der Internationalen Gesundheitsvorschriften (IGV-DG)

Ferner ist das Bundesministerium für Gesundheit (BMG) ermächtigt, im Falle einer Pandemie folgende Rechtsverordnungen zu erlassen:
- Erlass einer Verordnung nach § 15 Absatz 1 und 2 IfSG, mit der die Meldepflicht an die epidemische Lage angepasst werden kann
- Erlass einer Verordnung nach § 20 Absatz 4 IfSG, mit der die Kostenübernahme für eine Schutzimpfung durch die Gesetzliche Krankenversicherung geregelt wird
- Erlass einer Verordnung nach § 20 Absatz 6 IfSG, mit der ggf. eine Impfpflicht eingeführt werden kann

Die seuchenhygienischen Maßnahmen, mit deren Hilfe versucht werden kann, die Ausbreitung einer von Mensch zu Mensch übertragbaren Infektion zu reduzieren, sind insbesondere im Infektionsschutzgesetz geregelt und umfassen u. a.:
- die passive oder aktive Gesundheitskontrolle von potentiell ansteckungsverdächtigen Personen (§ 29 IfSG)
- die Anordnung von Quarantäne für Ansteckungsverdächtige und Erkrankte, zu Hause oder in einer gesonderten Einrichtung (§ 30 IfSG)
- die Anordnung eines beruflichen Tätigkeitsverbotes (§ 31 IfSG)
- die Hinnahme von ärztlichen Kontrollen bei der Einreise ins Bundesgebiet (§ 36 IfSG)
- der Erlass von Rechtsverordnungen durch die Landesregierungen, durch die die Grundrechte der Freiheit der Person (Art. 2 Abs. 2 Satz 2 Grundgesetz), der Freizügigkeit (Art. 11 Abs. 1 Grundgesetz), der Versammlungsfreiheit (Art. 8 Grundgesetz), der Unverletzlichkeit der Wohnung (Art. 13 Abs. 1 Grundgesetz) und des Brief- und Postgeheimnisses (Art. 10 Grundgesetz) eingeschränkt werden können (§ 32 IfSG)

Im November 2020 wurden in § 28a IfSG diverse potentiell freiheitsbeschränkende Vorschriften konkreter als zuvor benannt, die im Falle einer Epidemischen Lage von nationaler Tragweite angeordnet werden dürfen.

## Pandemiepläne auf kommunaler Ebene
Die Maßnahmen der Gesundheitsbehörden können in drei Stufen gegliedert werden: 1. Aufklären, 2. Appellieren, 3. Anordnen. Zur kommunalen Pandemievorsorge gehören:
- die Aufklärung über Seuchen und allgemeine Hygienemaßnahmen zu intensivieren,
- die Impfquote deutlich zu erhöhen (eine hohe Impfquote hilft der pharmazeutischen Industrie, Kapazitäten aufrechtzuerhalten, um im Ernstfall größere Impfstoffmengen produzieren zu können),
- mit einer engagierten Beteiligung am Meldesystem frühzeitig Auffälligkeiten zu erkennen und zu ihrer Erforschung beizutragen,
- in der Krise durch verschiedene Maßnahmen daran mitzuwirken, Infektionsketten zu unterbrechen, zum Beispiel durch
  - Schließung von Gemeinschaftseinrichtungen
  - Verbot von Menschenansammlungen
  - Quarantäne
  - Durchsetzung von Impfpflichten
  - Desinfektionen
  - gesicherte Wasserver- und Abwasserentsorgung[10]

Beispiele für kommunale Pandemiepläne sind der Pandemieplan der Stadt Frankfurt am Main und der Influenzapandemieplan der Hansestadt Rostock.

## Ergänzung des Nationalen Pandemieplans infolge der COVID-19-Pandemie
Als Antwort auf die Ausbreitung des Virus SARS-CoV-2 im Verlauf der COVID-19-Pandemie legte die Abteilung für Infektionsepidemiologie des Robert Koch-Instituts (RKI) im März 2020 die erste Fassung einer Ergänzung zum Nationalen Pandemieplan vor, in der „Empfehlungen und Maßnahmen für eine Bewältigung des COVID-19-Geschehens in Deutschland“ zusammengefasst wurden.
Diese Ergänzung des nationalen Pandemieplans richtete sich in erster Linie an die Fachöffentlichkeit im Gesundheitswesen, insbesondere an den Öffentlichen Gesundheitsdienst auf allen Ebenen, an die Ärzteschaft und an alle anderen Berufsgruppen des medizinischen Personals. In der Ergänzung wurden u. a. drei Phasen der Infektionsbekämpfung beschrieben, deren Übergänge fließend seien: „Containment, Protection und Mitigation“ (Eindämmung der Ausbreitung, Schutz gefährdeter Gruppen, Minderung der Folgen):
- Containment: Beim Auftreten einzelner Infektionen und kurzer Infektionsketten solle versucht werden, die Weiterverbreitung der Viren zu verhindern, indem Kontaktpersonen von labordiagnostisch bestätigten Infektionsfällen identifiziert und in häuslicher Quarantäne untergebracht werden. Durch diese Maßnahmen solle eine mögliche Erkrankungswelle hinausgezögert und deren Dynamik abgeschwächt werden. „Ziel dieser Strategie ist es, Zeit zu gewinnen um sich bestmöglich vorzubereiten und mehr über die Eigenschaften des Virus zu erfahren, Risikogruppen zu identifizieren, Schutzmaßnahmen für besonders gefährdete Gruppen vorzubereiten, Behandlungskapazitäten in Kliniken zu erhöhen, antivirale Medikamente und die Impfstoffentwicklung auszuloten.“
- Protection: Falls eine Ausbreitung des neuartigen Coronavirus nicht mehr aufgehalten werden könne, konzentriere sich der Schutz vor den Viren vor allem auf Personen und Gruppen, die ein erhöhtes Risiko für schwere Krankheitsverläufe aufweisen. Das Landesamt für Soziales, Jugend und Versorgung Rheinland-Pfalz konkretisierte den vom RKI benutzten Begriff „vulnerable Personengruppen“ folgendermaßen:

– Ältere Menschen (> 50 Jahre),
– Menschen mit verschiedenen Grunderkrankungen (z. B. Herzkreislauferkrankungen, Diabetes, Lungen-, Leber-, Nieren- und Krebserkrankungen),
– Menschen mit geschwächtem Immunsystem (z. B. aufgrund einer Erkrankung, die mit einer Immunschwäche einhergeht oder aufgrund der Einnahme von Medikamenten, die eine Immunreaktion unterdrücken sollen, wie z. B. Cortison).
Das RKI hatte zugleich eine umfangreiche Liste von „Optionen für Maßnahmen zur Kontaktreduzierung in Gebieten, in denen vermehrt Fälle bekannt wurden“ publiziert; zu diesen Optionen gehörten u. a. Auflagen und Einschränkungen für sowie Absagen von Großveranstaltungen, die vorbeugende Schließung von Gemeinschaftseinrichtungen und öffentlichen Einrichtungen wie Theatern und Schwimmbädern, freiwillige Geschäftsschließungen und das Ermöglichen von Heim- und Telearbeit.
- Mitigation: Bei einer fortgesetzten Übertragung von SARS-CoV-2 in der Bevölkerung „zielen die eingesetzten Schutzmaßnahmen stärker auf die Minderung weiterer Folgen.“ Ziel sei es in dieser Phase vor allem, das gleichzeitige Erkranken extrem vieler behandlungsbedürftiger Personen und die damit drohende Überlastung der medizinischen Infrastruktur zu vermeiden, damit besonders schwere Krankheitsverläufe – auch jene anderer Ursachen – noch versorgt werden können. Dies bedeute auch, dass im Gesundheitswesen eine möglichst getrennte Versorgung von SARS-CoV-2-Infizierten und anderen Patienten aufgebaut werden sollte.

## Belege
1. ↑  Robert Koch-Institut (Hrsg.): Nationaler Pandemieplan, Teil I: Strukturen und Maßnahmen. Berlin 2017, S. 7 (Volltext).
2. ↑  Influenza Pandemic Plan. The Role of WHO and Guidelines for National and Regional Planning. Auf: who.int, Genf, April 1999.
3. ↑  Pandemiepläne der Bundesländer. In: rki.de. Robert Koch-Institut, abgerufen am 24. März 2022.
4. ↑  Nationaler Pandemieplan, Teil I, S. 7.
5. ↑  Nationaler Pandemieplan, Teil I, S. 43.
6. ↑  Robert Koch-Institut (Hrsg.): Nationaler Pandemieplan, Teil II: Wissenschaftliche Grundlagen. Berlin 2017, S. 7, Volltext.
7. ↑  Nationaler Pandemieplan Teil III, Stand: Mai 2007. Auf: gmkonline.de, zuletzt abgerufen am 24. März 2022.
8. ↑  Nationaler Pandemieplan, Teil I, S. 9.
9. ↑  Text des Infektionsschutzgesetzes
10. ↑  Influenzapandemieplan der Landeshauptstadt Schwerin, September 2009, Vorwort
11. ↑  Kommunaler Pandemieplan der Stadt Frankfurt am Main, 2012.
12. ↑  Kommunaler Pandemieplan der Hansestadt Rostock
13. ↑  Robert Koch-Institut: Ergänzung zum Nationalen Pandemieplan – COVID-19 – neuartige Coronaviruserkrankung. Stand: 4. März 2020, Volltext.
14. ↑  Robert Koch-Institut: Ergänzung zum Nationalen Pandemieplan, S. 7–8 (Stand: 4. März 2020).
15. ↑  Landesamt für Soziales, Jugend und Versorgung (LSJV) Rheinland-Pfalz: Empfehlungen zu COVID-19 für Alten- und Pflegeheime, ambulante Pflegedienste und Werkstätten.
16. ↑  COVID-19: Optionen für Maßnahmen zur Kontaktreduzierung in Gebieten, in denen vermehrt Fälle bekannt wurden. (Memento vom 23. März 2020 im Internet Archive). Im Original publiziert auf rki.de vom 3. März 2020.
17. ↑  Beispielhaft für die Umsetzung der Empfehlungen sind folgende Rechtsverordnungen der Hessischen Landesregierung:
 Verordnung zur Bekämpfung des Corona-Virus. Vom 13. März 2020. (Memento vom 15. März 2020 im Internet Archive). Im Original publiziert auf soziales.hessen.de.
 Zweite Verordnung zur Bekämpfung des Corona-Virus. Vom 13. März 2020. (Memento vom 26. Januar 2021 im Internet Archive). Im Original publiziert auf soziales.hessen.de.
Dritte Verordnung zur Bekämpfung des Corona-Virus. Vom 14. März 2020. (Memento vom 15. März 2020 im Internet Archive). Im Original publiziert auf soziales.hessen.de.